# Jayme Mata
Jayme Lee Mata, (* 17. prosince 1982 v Oranjestadu, Aruba) je arubský zápasník–judista. Žije v Nizozemsku, kde pracuje jako účetní a pokladník v judistickém klubu v Nijmegenu. Ve volném čase se věnuje judu, jako sparringpartner připravuje na turnaje například Jeroena Moorena. V roce 2012 obdržel od tripartitní komise pozvánku k účasti na olympijské hry v Londýně, kde vypadl v úvodním kole. V roce 2016 již dosáhl na panamerickou kontinentální kvótu pro účast na olympijských hrách v Riu, kde zaznamenal dílčí úspěch vítězstvím technikou eri-seoi-nage nad judistou z Vanuatu na ippon. V dalším kole ho hned v první minutě zápasu donutil vzdát se Uzbek Rishod Sobirov nasazením škrcení.